# آباکان
آباکان (به روسی: Абака́н، به زبان خاکاسی: Ағбан، تلفظ: آغْبان) مرکز جمهوری خاکاسیا در روسیه است.

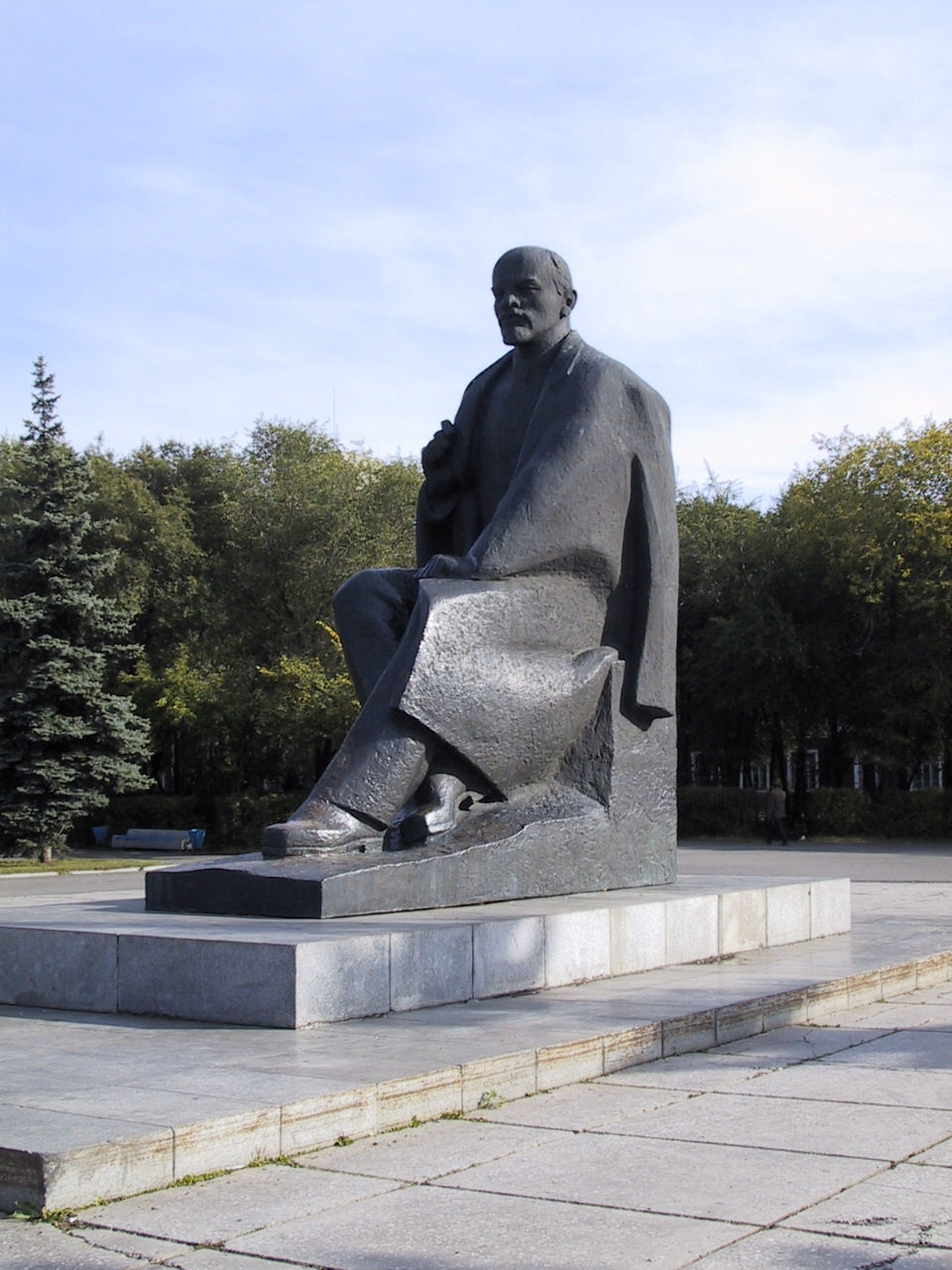
تندیس ولادیمیر لنین در آباکان.

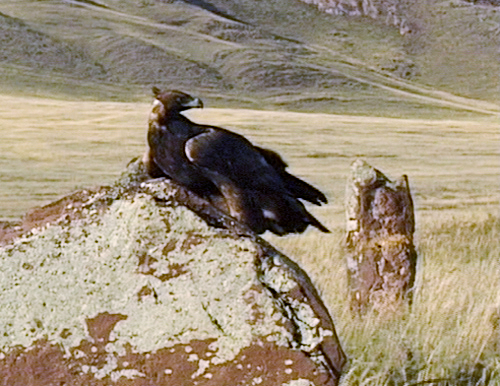
عقابی بر روی یک خرسنگ ماقبل تاریخ در پیرامون آباکان.

شهر آباکان در هم‌ریزشگاه دو رود ینی‌سئی و آباکان قرار گرفته و ۱۵۹ هزار نفر جمعیت دارد.
دژ آباکان در سال ۱۶۷۵ در این محل ساخته شد. آباکان در زمان روسیه تزاری به ایالت ینی‌سئی تعلق داشت.
آباکان در سال ۱۹۳۱ به سطح شهر ارتقاء یافت.